# سعيد لوتاه
سَعيد بن أحمد بن ناصر بن عُبيد آل لوتـاه (1 يناير 1923 - 28 يونيو 2020) رجل أعمال إماراتي. عمل في مجالات الاقتصاد والتجارة، والمقاولات، والتربية والتعليم، البنوك الإسلامية. وهو مؤسس أول بنك إسلامي في العالم وأول جمعية تعاونية استهلاكية في دولة الإمارات ودول الخليج.

## نشأته
بدأ حياته العملية مساعداً لوالده في تجارة اللؤلؤ، إذ عمل في اختياره وإصلاحه وشرائه وبيعه وهو لم يبلغ الثانية عشرة من عمره. حج بيت الله الحرام مع والده عام 1358هـ على ظهور الجمال، وراجعاً بالسفينة الشراعية، وهو لم يتجاوز السادسة عشرة من عمره وهو أيضا سن زواجه.

## إنجازات
- أسس منطقة بورسعيد، مخلداً انتصارات حرب بورسعيد عام 1956م.
- أسس أول جمعية تعاونية استهلاكية في منطقة الإمارات ودول الخليج باسم «جمعية دبي التعاونية» لتوفير اللحوم الإسلامية، وذلك عام 1972م وهي مستمرة حتى الآن.
- أسس ولأول مرة «بنك دبي الإسلامي» عام 1975م، ليكون بذلك أول بنك إسلامي في العالم الإسلامي والعربي والغربي، وكان رئيساً لمجلس إدارته لسنين عديدة.
- أسس منطقة بدر مخلداً ذكرى معركة بدر الكبرى في 17 رمضان سنة 2 هجرية، ومدينة لوتاه حباً وتخليداً لاسم أسرته ولقب عشيرته، ومبتكراً وزارعاً شوارعها المتجهة نحو القبلة بالنخيل عام 1978م.
- أسس أول شركة للتأمين الإسلامي باسم «الشركة العربية الإسلامية للتأمين (إياك)» وذلك عام 1979م.
- أسس «مؤسسة تربية للأيتام» عام 1982م، وتولى تربيتهم ورعايتهم ومسؤوليتهم من عمر (5 سنوات) وإلى تخرجهم في سن التكليف (أي في عمر خمس عشرة سنة)، وتشغيلهم بعد ذلك في مؤسساته وشركاته ثم تزويجهم، ليعيشوا معززين مكرمين، ويؤدوا واجبهم تجاه أسرهم ومجتمعهم.
- أسس أول مدرسة إسلامية رائدة في العالم العربي والإسلامي باسم «المدرسة الإسلامية للتربية والتعليم» بمراحلها الثلاث: المرحلة التأسيسية (لعمر 5-9 سنوات)، والمرحلة التوجيهية (لعمر9-12سنة)، والمرحلة التخصصية (لعمر 12-15 سنة) وذلك عام 1983م، لتخرج الطلاب (بنين وبنات) في سن التكليف (أي عمر15سنة) ودخولهم إلى ميدان العمل بتخصصات مختلفة بدراية ومهارة وخُلق، مع تشجيعهم على مواصلة الدراسات العليا.
- أسس أول كلية طبية في الإمارات ودول الخليج العربي باسم «كلية دبي الطبية للبنات» تقديراً لمكانة المرأة وقدرتها على العمل، وذلك عام 1986م.
- أسس ولأول مرة في دبي «كلية الصيدلة للبنات» عام 1992م.
- أسس أول مركز للبحوث البيئية في دبي عام 1992م في منطقة آل لوتاه بدبي.
- أسس مركز دبي الطبي التخصصي ومختبرات الأبحاث الطبية وذلك عام 1992م.
- أسس «المعهد التقني» لتخريج المهنيين في مختلف مجالات الصناعة والكهرباء والنجارة والفايبرجلاس، والسيارات، وتدريب طلاب المدرسة الإسلامية فيها، وطرح شعاراً تشجيعياً في التوجه الصناعي واحترام المهن والعمل اليدوي: «تعلم مهنة واملك ورشة» وذلك عام 1992م في دبي.
- أسس مصانع عديدة: مصنع بولي باك (1993م)، ومصنع الأسلاك (1994م)، وأقسام الصناعات في الفيبرجلاس والنجارة والحدادة والكهرباء، والتكييف، وتصليح السيارات.
- أسس أول جامعة بالاتصالات الحديثة عبر الإنترنت، وهي «جامعة آل لوتاه العالمية» وذلك عام 2000م، بكلياتها الخمس وهي: كلية المصارف الإسلامية، كلية الإدارة والقيادة، كلية الاقتصاد والتجارة، كلية المحاسبة، كلية علوم الحاسوب وتقنية المعلومات.
- أسس المستشفى التعليمي ليكون ميداناً طبياً عالمياً في التطبيق والعلاج والبحوث الطبية عام 2003م (تحت الإنشاء).
- أنشأ أول دورة في إعداد وتأهيل المعلم الشامل عبر شبكة الإنترنت، حيث تم تخريج الدفعة الأولى بنجاح عام 2004م، ولا زالت الدورة تتواصل مع المعلمين في كل مكان.
- أسس على شبكة الإنترنت موقع تعليم اللغة العربية لغير الناطقين بها، وذلك باللغات (الإنكليزية والتركية، والأردية، والصينية، والروسية) على مدار 24 ساعة ومجاناً.
- أسس ولأول مرة «المدرسة الصفية الشاملة»، حيث يديرها المعلم الشامل في مناطق عديدة، ويتخرج الطلاب منها في سن التكليف، وأقام منها نموذجاً في دبي عام 2004 - 2005م.
- أسس نظاماً شاملاً للوقف الغذائي حيث تستثمر الأرض، والمال، والإدارة والتسويق لإنتاج غذاء رخيص وذلك عام 2005م.
- ابتدأ فكرة جديدة في تحويل المعهد التقني إلى «مركز لوتاه التقني»، بأسلوب جديد وفعال عبر نظرية متطورة: تعليم، تدريب، تطبيق. وذلك عام 2005م.
- استنبط من تأملاته في القرآن الكريم العديد من الأفكار ترجمها على أرض الواقع في شكل مشروعات تقوم بخدمة البشرية من خلال معالجة الفقر والحد من تفشي الأمراض وانتشار الفوضى مثل مشروعي السكن المنتج وإنماء الصدقات التي نفذهما في كل من السودان واليمن وسيرلانكا.
- رشح قائداً وتاجراً في البحر ليقود سفينة شراعية في غمار بحر الخليج العربي والمحيط الهندي، والبحر العربي. وكان معلماً للاتجاهات وحركة النجوم وهو شاب لم يتجاوز التاسعة عشرة من عمره.
- عمل مقاولاً ومهندساً مدنياً ومعمارياً بالخبرة العملية، والفكر الهندسي الثاقب، وقد أسس أول شركة إنشائية في دبي عام 1956م باسم (س. س. لوتاه للمقاولات) وهي مستمرة وناجحة حتى الآن.
- أصبح مشاركاً في مجالس بلدية دبي لسنين عديدة، مرشداً، ومفكراً، وناصحاً أميناً، ومهندساً عاملاً في عمران بلده.
- أصبح رئيساً ومؤسساً لمجلس الاعمار لتعمير بلده، وتحريك سوقه بالحركة والنشاط والبناء والعمران لأكثر من عشرين سنة.

## مشاركات
- شارك في الكثير من المؤتمرات والندوات العلمية العربية والإسلامية والدولية في مجال الاقتصاد الإسلامي والبنوك الإسلامية، وساهم في حل المشكلات المصرفية والإدارية والمالية في العديد من المؤسسات المالية الإسلامية.
- شارك في الملتقى الثالث للجودة في المملكة العربية السعودية بالدمام بورقة بعنوان «الجودة نظام الحياة» 1432هـ / 2011م.

## جوائز
- حصل على جائزة تقديرية عن كتابه الموسوم «لماذا نتعلم؟» من جمعية المعلمين بدولة الإمارات العربية المتحدة – الشارقة وذلك عام 1996م.
- حصل على لقب رجل الاقتصاد الأول في دولة الإمارات العربية المتحدة عام 1999م.
- تقديراً لجهوده الاقتصادية والتربوية، فقد مُنح الدكتوراه الفخرية من «جامعة باركتون» في أيوا بالولايات المتحدة الأمريكية عام 1999م.
- عضو فعال في الرابطة البريطانية للتعليم المفتوح بإنكلترا منذ عام 2001م، وحتى الآن.
- تقديراً لمكانته العلمية والتربوية والاقتصادية منح له الدكتوراه الفخرية من الأكاديمية الدولية للمعلوماتية في روسيا بالاتفاق مع هيئة الأمم المتحدة، وذلك عام 2003م.
- حصل على «الدرع الذهبي» للمنظمة العربية للتربية والثقافة والعلوم بتونس، عرفاناً منها لدوره البارز في خدمة الثقافة العربية والإسلامية، وخدمة التربية والتعليم في الإمارات العربية المتحدة والخليج العربي، وتوقيعه الاتفاقية الثقافية معها وذلك عام 2004م.
- كُرِّم من قبل مجلس التعاون الخليجي لخدماته الجليلة في مجال العلم والتعليم والاقتصاد في دول مجلس التعاون الخليجي والوطن العربي.
- حصل على شهادة شكر وتقدير من «مركز نداء الفطرة» لتحفيظ القرآن الكريم والسُنّة عام 1425هـ - 2004م.
- كُرِّم من قبل جائزة حمدان بن راشد للعلوم الطبية عام 2004م، لجهوده المتميزة في إنشاء كلية دبي الطبية للبنات وكلية الصيدلة للبنات.
- حاصل على جائزة رئيس الدولة التقديرية عام 2011م.
- نال جائزة الإبداع الاقتصادي من مؤسسة الفكر العربي عام 2012م.
- حصل على تكريم جامعة الدول العربية باعتباره مؤسس بنك دبي الإسلامي كأول بنك إسلامي على مستوى العالم وذلك في 26/12/2014م، وكذلك لاحتضان مؤسسته مقر النادي العلمي العربي للمخترعين.
- نال جائزة الاقتصاد الإسلامي كمؤسس لأول بنك إسلامي في العالم بتكريم خاص من الشيخ محمد بن راشد آل مكتوم نائب رئيس الدولة رئيس مجلس الوزراء حاكم دبي وذلك في 14 يناير 2015م.

## وفاته
توفي يوم الأحد 28 يونيو 2020، عن 97 عاماً، ونعاه الشيخ محمد بن راشد آل مكتوم، في تدوينه له عبر حسابه الرسمي على «تويتر» قائلًا: «حط رحاله عند ربه اليوم الحاج سعيد أحمد آل لوتاه.. أنشأ أول بنك إسلامي في العالم، وكان تاجراً عصامياً له بصماته في اقتصاد دبي، له يد طولى في الخير.. وهو أب للكثير من الأيتام، عرفت فيه عقلاً راجحاً وحكمة وسكينة.. رحمك الله.. وتقبل عملك.. وألهم أهلك الصبر والسلوان».

## مؤلفاته
- [لمـاذا نـتـعـلـم؟]: باللغتين العربية والإنكليزية، دار لوتاه للطباعة والنشر والتوزيع – دبي 1996م.
- [تأملات وخواطر في سورة الفاتحة وأول سورة البقرة]: باللغتين العربية والإنكليزية. دار لوتاه للطباعة والنشر والتوزيع – دبي 1998م.
- [الأهداف من تأسيس البنوك]: «مقارنة بين النظام المصرفي الإسلامي والنظام المصرفي الربوي»، باللغتين العربية والإنكليزية، دار لوتاه للطباعة والنشر والتوزيع –  دبي 1999م.
- [تأملات في سورة الطلاق]: باللغات العربية والإنكليزية والأردية، دار لوتاه للطباعة والنشر والتوزيع – دبي 2000م.
- [تأملات في سورة الماعون]: باللغتين العربية والإنكليزية، دار لوتاه للطباعة والنشر والتوزيع – دبي 2000م.
- [الزواج في الإسلام عبادة]: باللغتين العربية والإنكليزية، دار لوتاه للطباعة والنشر والتوزيع – دبي 2005م.
- [أوتـار.. وأفكـار: همسات من قوافي الشعر النبطي]: دار لوتاه للطباعة والنشر والتوزيع – دبي 2005م.
- [الـقـيـادة الـرشـيـدة]: باللغة العربية. دار لوتاه للطباعة والنشر والتوزيع – دبي 2006م.
- [طرقٌ على أبواب التربية والتعليم]: باللغة العربية. دار لوتاه للطباعة والنشر والتوزيع – دبي 2006م.
- [عصرنة التأصيل الإسلامي للعمل الاقتصادي]: باللغة العربية. دار لوتاه للطباعة والنشر والتوزيع – دبي 2007م.
- [صفات المؤمنين الذين يزكون أنفسهم]: باللغة العربية. دار لوتاه للطباعة والنشر والتوزيع – دبي 2008م.
- [تأملات في الفرق بين كلمة الزكاة ومعنى الإيتاء]: باللغة العربية. دار لوتاه للطباعة والنشر والتوزيع – دبي 2009م.
- [تحديث التعليم وتطوير المناهج]: باللغة العربية. دار لوتاه للطباعة والنشر والتوزيع – دبي 2009م.
- [الزكاة والتزكية]: باللغتين العربية والإنكليزية. دار لوتاه للطباعة والنشر والتوزيع – دبي 2009م.
- [تأملات في الوصايا العشر]: باللغتين العربية والإنكليزية. دار لوتاه للطباعة والنشر والتوزيع – دبي 2009م.
- [من تجـربتـي]: باللغتين العربية والإنكليزية. دار لوتاه للطباعة والنشر والتوزيع – دبي 2009م.
- [الــثـروة]: باللغتين العربية والإنكليزية. دار لوتاه للطباعة والنشر والتوزيع – دبي 2010م.
- [اللائــحــة الإداريــة]: باللغة العربية. دار لوتاه للطباعة والنشر والتوزيع – دبي2010م.
- [لائـحـة الـدورة المحاسبـيـة]: باللغة العربية. دار لوتاه للطباعة والنشر والتوزيع – دبي 2010م.
- [اللائحة الإدارية والمحاسبية التنفيذية]: باللغة العربية. دار لوتاه للطباعة والنشر والتوزيع – دبي 2010م.
- [كيف تكون مديراً؟]: باللغتين العربية والإنكليزية. دار لوتاه للطباعة والنشر والتوزيع – دبي 2010م.
- [فوائد حمل شعار الرابطة العالمية للتربية والتعليم]: باللغة العربية. دار لوتاه للطباعة والنشر والتوزيع – دبي 2010م.
- [كتاب تعريفي لحمل شعار الرابطة العالمية للتربية والتعليم]: باللغة العربية. دار لوتاه للطباعة والنشر والتوزيع – دبي 2010م.
- [كيف تكون مديراً؟]: باللغتين العربية والإنكليزية. دار لوتاه للطباعة والنشر والتوزيع – دبي 2010م.
- [من هم جماعة التبليغ؟]: باللغتين العربية والإنكليزية. دار لوتاه للطباعة والنشر والتوزيع – دبي 2011م.
- [حرب النقود والعملات]: باللغتين العربية والإنكليزية. دار لوتاه للطباعة والنشر والتوزيع – دبي 2011م.
- [المجـتمع الفاضل]: باللغتين العربية والإنكليزية. دار لوتاه للطباعة والنشر والتوزيع – دبي 2011م.
- [الصـراط المستقـيـم]: باللغتين العربية والإنكليزية. دار لوتاه للطباعة والنشر والتوزيع – دبي 2011م.
- [لمـاذا المدرسـة الصفيـة؟]: باللغة العربية. دار لوتاه للطباعة والنشر والتوزيع – دبي 2011م.
- [تـكـريـم بـنـي آدم]: باللغة العربية. دار لوتاه للطباعة والنشر والتوزيع – دبي 2013م.
- [تـحـريـر الإنـسـان]: باللغة العربية. دار لوتاه للطباعة والنشر والتوزيع – دبي 2013م.
- [الفرق بين الزكاة والصدقة ودورهما في حياة المسلم]: باللغة العربية. دار لوتاه للطباعة والنشر والتوزيع – دبي 2013م.
- [خـسـارة الأمـم]: باللغـة العربيـة. دار لوتـاه للطباعة والنشر والتوزيع – دبي 2015م.
- [الـعـبــادة]: باللغتين العربية والإنكليزية. دار لوتـاه للطباعة والنشر والتوزيع – دبي 2015م.
- [مـفـهـوم الأمـانـة]: باللغـة العربيـة. دار لوتـاه للطباعة والنشر والتوزيع – دبي 2015م.
- [الأمـة الإسـلامـيـة]: باللغـة العربيـة. دار لوتـاه للطباعة والنشر والتوزيع – دبي 2016م.
- [مـا هـو الإســلام؟]: باللغـة العربيـة. دار لوتـاه للطباعة والنشر والتوزيع – دبي 2016م.

## وصلات خارجية
- موقع مجموعة سعيد لوتاه وأولاده
- سعيد لوتاه.. فكرة المصارف الإسلامية، برنامج زيارة خاصة، قناة الجزيرة، 8 مارس 2008م